# Anna Löwenstein
Anna Löwenstein (Gran Bretaña en 1951) es una conocida esperantista.

## Biografía
Durante los años 1970 trabajó en la oficina central de la Asociación Universal de Esperanto (UEA) y fundó la revista feminista Sekso kaj egaleco (Sexo e igualdad).

## Obras
Su obra más conocida es La Ŝtona Urbo (La ciudad de piedra), una novela histórica en inglés, y que ha sido traducida por ella misma al esperanto.
La novela trata de una esclava celta, que es llevada a la antigua Roma. Es una novela muy aclamada en el movimiento esperantista.
En la actualidad, Anna vive en Italia con su marido Renato Corsetti (expresidente de la UEA), y tienen dos hijos, ambos esperantistas de nacimiento. También forma parte de la academia de esperanto.